# Léon Pastur
Pour les autres membres de la famille, voir Famille Pastur.
Léon Pastur, né le 13 janvier 1845 à Jodoigne et mort le 21 mars 1918 dans la même ville, est un notaire et un homme politique belge catholique conservateur, député (1884-1894) puis sénateur (1894-1900).

## Famille
Membre de la famille Pastur, notaires à Jodoigne où il naît le 13 janvier 1845, Léon Clément Pastur est le fils de Justinien Pastur (1806-1887) et de Marie-Victoire Deville (1814-1880). Il épouse en 1878 Virginie de Brouckère (1852-1914), fille du notaire Charles de Brouckère, bourgmestre et président de la Chambre de commerce de Roulers, et de Virginie Degeest. Le couple a un fils unique, Maximilien Pastur (1878-1930), notaire à Jodoigne, député de l'arrondissement de Nivelles de 1884 à 1921 puis sénateur de 1894 à 1900.

## Carrière
Docteur en droit de l'(Université catholique de Louvain en 1868, Il reprend en en 1876 l'étude notariale de son père à Jodoigne qui est fréquentée par les notables de la région.
Il se présente pour le poste de bourgmestre de Jodoigne, ville réputée libérale et anticléricale, mais ne réussit jamais à s'y faire élire. De 1884 à 1894 il est député conservateur et catholique pour l'arrondissement de Nivelles et devient ensuite sénateur du même arrondissement de 1894 à 1900,.
Il est également éditeur-imprimeur de plusieurs magazines de publicité, notamment de messages notariaux : L'Utilité, L'Annonce Brabançonne, Le Petit Waterloo, Le Courrier de Genappe, L'Echo de la Hulpe.
Il meurt le 21 mars 1918 à Jodoigne.